# Nant-le-Petit
Nant-le-Petit é uma comuna francesa na região administrativa de Grande Leste, no departamento de Meuse. Estende-se por uma área de 9,02 km². Em 2010 a comuna tinha 77 habitantes (densidade: 8,5 hab./km²).